# Trams van Nizjni Novgorod
Het tramnetwerk van Nizjni Novgorod (Russisch: Нижегородский трамвай) (voorheen Gorki-tramnetwerk) omvat 16 tramlijnen en maakt gebruik van een standaard Russisch breedspoor. Trams rijden sinds 1896 in Nizjni Novgorod, maar na de Russische Revolutie van 1917 werden de diensten enkele jaren onderbroken.
Internetgeruchten dat het stadstramnet geleidelijk zou worden afgebouwd, doken enkele jaren geleden op: ze werden nadrukkelijk en officieel ontkend.

## Geschiedenis

### Drie trammaatschappijen

Het tramnetwerk van Nizhny Novgorod in 1896 * rood = Hartmann & Co * groen = Siemens & Halske * ringlijn op tentoonstellingsterrein = Podobedow & Co.

De geschiedenis van trams in Nizjni Novgorod begon met een informele wedstrijd tussen drie bedrijven. Op 15 mei 1895 tekende de firma Hartmann & Co een contract met de stad voor de aanleg van twee lijnen. Later in de zomer van datzelfde jaar sloten ook Siemens & Halske een contract. Een derde bedrijf dat een tramlijn bouwde was Podobedow & Co. Siemens won de race, met een tramlijn klaar voor gebruik op 20 mei 1896 en officieel geopend op 21 juni. Deze lijn, die ertoe leidde dat het showterrein werd gebruikt voor de grote Heel-Russische tentoonstelling, werd weer gesloten nadat de tentoonstelling in oktober was afgelopen. Een jaar later, nadat de sporen en bovengrondse hoogspanningslijnen waren verwijderd, werd de lijn echter opnieuw aangelegd, alleen stopte ze nu iets voor het voormalige tentoonstellingsterrein.
Op 21 juni 1896 opende Hartmann & Co hun twee meterspoorlijnen, die beide het Minin en Pozjarski-plein verbonden met wat sindsdien is omgedoopt tot het Gorki-plein. De twee lijnen volgden echter verschillende routes. Er was een lijn van 3,7 km door de bovenstad (Kremlin/citadel) en een lijn van 1,4 km door de stad beneden (rivieroever). Samen vormden ze dus een gesloten "cirkel" tramlijn, behalve dat op de eindpunten de hoogteverschillen veel te groot waren voor een ononderbroken lijn: voor passagiers/voetgangers werden de eindstations daarom met elkaar verbonden door middel van grote uitgebreide liften, bekend als de Kremlevski-lift en de Pochvalinski-lift.
De derde van de bedrijven, Podobedov & Co., had al ervaring met de aanleg van een tijdelijke tramlijn "op het ijs" in St. Petersburg, en zij brachten hun expertise naar Nizjni Novgorod voor een 750 mm smalspoorlijn van 3,7 km ten dienste van de 1896 tentoonstellingsterrein zelf. Onder de voertuigen was een speciale tram voor de keizerlijke familie.

### De rivier oversteken en een eigendomswissel in 1897

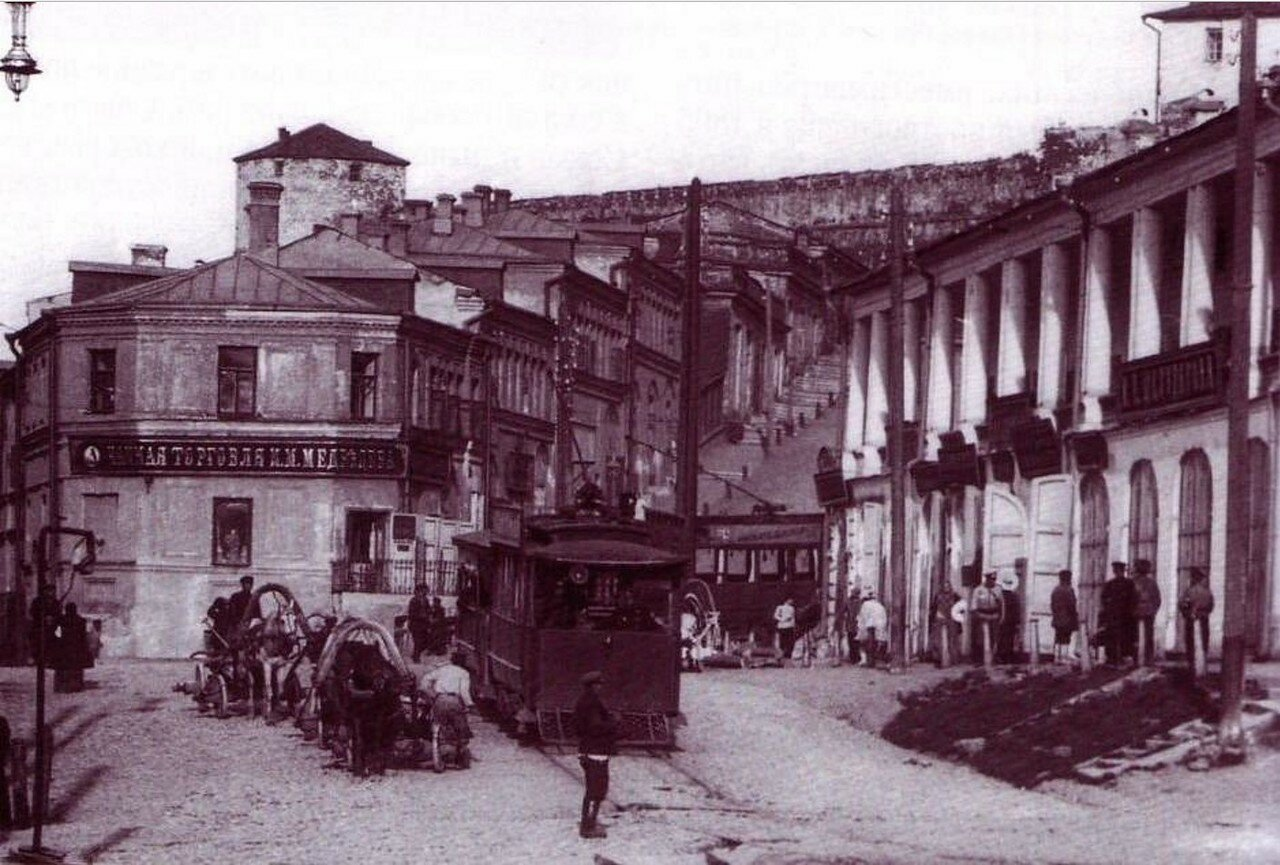
Lamptram van de Putilov-fabriek bij het eindstation "Skoba"

Het was pas op 16 juni 1897 dat Siemens de eerste tramovergang over de Oka-rivier bouwde met behulp van een pontonbrug. Dit was als onderdeel van een 3,5 km breedspoorlijn die het Moskovski-spoorwegeindpunt van de stad verbond met wat tegenwoordig bekend staat als het Nationale Eenheidsplein. Aanvankelijk werd de Siemens-lijn over de brug doorgetrokken langs de rechteroever van de Oka, maar deze liep parallel aan de Hartmann & Co benedenstad-lijn bij de rivieroever en de Siemens-uitbreiding werd op last van het stadsbestuur ontmanteld.
In 1897 werd het Hartmann & Co-systeem omgedoopt tot Russische maatschappij voor elektrische trams en verlichting (Russisch: Русское общество электрических дорог и электрического освещения, tegenwoordig bekend als Nizjegorodelektrotrans / Russisch: Нижегородэлектротранс). In de oorspronkelijke contracten die in 1895 werden gesloten, was de stad altijd de eigenaar van eventuele tramlijnen, maar Hartmann had ook het recht om de concessie voor de exploitatie van de trams voor 35 jaar te leasen. De naamsverandering markeerde het punt waarop Hartmann deze concessie terug aan de stad verkocht. Het jaar daarop ging de concessie van Siemens & Halske ook over op het Russische bedrijf, waarna het Russische bedrijf voor elektrische trams en verlichting tot 1908 de monopolie-tramoperator van Nizjni Novgorod werd.

### Verdere uitbreiding en een enkelvoudige standaard
In 1901 werd de lijn tussen Pochvalinski en Ostrozjnaja geopend, in 1902 gevolgd door de lijn tussen Kremlevskaja en Monastyrnaja. De lijn in de bovenstad werd verlengd tot 11,5 km.
In 1910 werd de beslissing genomen om de spoorbreedte te standaardiseren tot de brede spoorbreedte die al standaard was geworden op het grootste deel van het Russische spoorwegnet. Het werk werd voltooid in 1923 en werd ook toegepast op de rails van de paardentram die tussen 1908 en 1918 in gebruik was..

### Eerste Wereldoorlog en revolutie
Op 8 oktober 1914 kocht de gemeente het Russische bedrijf voor elektrische trams en verlichting voor 1,2 miljoen roebel. Verstoring na de Russische Revolutie van 1917 en de Burgeroorlog leidden tot de opschorting van activiteiten op 1 mei 1919. Pas op 3 augustus 1923 gingen de trams weer rijden.

### Een verenigd netwerk, enkele nieuwe trams en verdere uitbreiding
Vier jaar later, op 10 oktober 1927, werden de bovenstad- en benedenstad-netwerken eindelijk met elkaar verbonden. Dit liet de stad met een aangesloten tramnetwerk van 21,3 km. In dit stadium waren de trams zelf echter nog gebaseerd op de oorspronkelijke trams die bij de invoering van het systeem waren verkregen. In 1930 kocht de stad 30 nieuwe trams van de Mytisjtsji-fabriek (tegenwoordig het bedrijf Metrovagonmasj) aan de noordoostelijke rand van Moskou. In 1932 volgden nog eens 24 trams.
1930 was ook het jaar waarin de stad, in samenwerking met de in Michigan gevestigde Ford Motor Company, begon te werken aan wat de gigantische GAZ zou worden, toen bekend als de Nizjni Novgorod-autofabriek en later bekend om de productie van Volga-auto's en een groot aantal commerciële en militaire voertuigen. In 1932 produceerde de fabriek zijn eerste personenauto, een Ford Model A en op 1 april 1933 kreeg de fabriek zijn eigen 7 km (4,3 mijl) (ongeveer) tramverbinding met de rest van het stadsnetwerk. Als gevolg van dit en andere projecten was het Gorky-tramnetwerk in 1935 gegroeid tot 98,5 km.

### Tweede Wereldoorlog
In juni 1941 keerde de oorlog terug tussen de Sovjet-Unie en Duitsland, en de meeste tramarbeiders werden ingelijfd bij het leger: hun plaatsen werden ingenomen door vrouwen. Een ander kenmerk van de periode was een wijdverbreid tekort aan brandstof voor verwarming en energie, en het was noodzakelijk om de verwarming in de trams uit te schakelen. Geen van de negen grote luchtaanvallen die de stad tijdens de Duitse invasie heeft ondergaan, heeft het tramnet echter beschadigd.

### Naoorlogse expansie gevolgd door meer keuze voor passagiers
De jaren vijftig en zestig waren jaren van expansie. In 1960 was nog eens 98,5 km (61,2 mi) aan lijnen aangelegd en het netwerk was nu georganiseerd in 18 routes. Het totale netwerk werd in 1965 uitgebreid tot 160,3 km. In 1968 werd het systeem verder uitgebreid met een nieuwe grotere tramremise.
Later in de jaren zestig nam de concurrentie van bussen toe. Investeringen in nieuwe tramlijnen stopten, en een project dat al aan de gang was om een nieuwe trambrug over de rivier de Oka te bouwen, werd niet voltooid. De concurrentie om investeringen nam toe in 1977 toen de werkzaamheden aan het stadsmetrosysteem begonnen, en de concurrentie om passagiers op de drukste lijnen nam verder toe na 1985, toen het eerste stuk metrolijn operationeel werd. Vanaf het midden van de jaren tachtig was er niettemin een terugkeer naar traminvesteringen, maar na de economische uitdagingen van de Perestrojka kwam er ook een grotere nadruk op efficiëntie. In 1992 volgde een herconfiguratie van het netwerk, waardoor het aantal operationele trams werd verminderd.

### Vandaag
Tegenwoordig biedt het tramnetwerk van Nizjni Novgorod werk aan ongeveer 5.000 mensen en 387 trams over een netwerk van ongeveer 198 km. Om de financiële positie van het systeem te helpen, voeren bijna alle trams reclame. Om de kosten laag te houden, schilderen medewerkers met de hand advertenties op de trams.